# Taylan Aydoğan
Taylan Aydoğan (* 27. Mai 1983 in Aachen) ist ein deutsch-türkischer Fußballtorhüter.

## Karriere
Aydoğan kam als Nachfahre von türkischen Gastarbeitern in Aachen auf die Welt. Mit dem Vereinsfußball begann er beim niederländischen Verein Roda JC Kerkrade. 1999 nahm er bei einem in Deutschland durchgeführten Draft des Fenerbahçe Istanbul teil und wechselte am Ende dieses Drafts mit einem Profivertrag ausgestattet in die Jugend von Fenerbahçe. Nach zwei Jahren verließ er Fenerbahçe und heuerte beim niederländischen Verein Roda JC Kerkrade an. Hier spielte er bis zum Sommer 2003 für die Jugend- bzw. Reservemannschaft des Vereins und wurde dann in den Profikader involviert. Nachdem er eine Saison ohne Pflichtspieleinsatz bei den Profis von Kerkrade gespielt hatte, kehrte er 2004 in die Türkei zurück und einigte sich mit dem Erstligisten Malatyaspor auf einen Vertrag. Für diesen Verein spielte er die nächsten sechs Spielzeiten lang, wobei er in der Regel als Ersatzkeeper tätig war. Die Spielzeiten 2006/07 und 2007/08 verbrachte er als Leihspieler bei Kocaelispor bzw. Izmirspor.
Zum Sommer 2010 wechselte er ablösefrei zum Stadtrivalen Yeni Malatyaspor. Nachdem er für diesen Verein ein Jahr in der TFF 2. Lig aktiv war, wechselte er zum Sommer 2011 in die TFF 3. Lig zu Kahramanmaraşspor. Bei diesem Verein gelang ihm auf Anhieb der Sprung in die Startformation. In seiner ersten Saison für Kahramanmaraşspor, der Viertligasaison 2011/12, gelang es ihm mit seinem Team als Playoffsieger in die TFF 2. Lig aufzusteigen. In der 2. Lig beendete man die Saison als Meister und stieg das zweite Mal in Folge auf. Dieses Mal in die zweithöchste türkische Spielklasse, in die TFF 1. Lig. Aydoğan absolvierte nahezu alle Ligapartien für seine Mannschaft.
Im Sommer 2013 wechselte Aydoğan zum Drittligisten Hatayspor.

## Erfolge
mit Kahramanmaraşspor
- Meister der TFF 2. Lig 2012/13 und Aufstieg in die TFF 1. Lig
- Playoffsieger der TFF 3. Lig 2011/12 und Aufstieg in die TFF 2. Lig